# Antigramma brasiliensis
Antigramma brasiliensis là một loài thực vật có mạch trong họ Aspleniaceae. Loài này được (Sw.) T. Moore miêu tả khoa học đầu tiên năm 1857.